# Сан-Антонио-де-лос-Баньос
Сан-Анто́нио-де-лос-Ба́ньос (исп. San Antonio de los Baños) — муниципалитет и город в провинции Артемиса на Кубе. Основан в 1802 году.
Площадь составляет 127  км². Численность населения муниципалитета в 2004 году составляла 46,300 человек. Плотность населения — 364,6 человек на квадратный километр.
Здесь находится Музей юмора и проводят Международное бьеннале юмора. 
В декабре 1986 года по инициативе Габриэля Гарсия Маркеса здесь была открыта Международная школа кино и телевидения, которая начала подготовку специалистов для испаноязычных стран Латинской Америки.

## Демография
Численность населения муниципалитета — 46 300 человек (по состоянию на 2004 год). С 1953 года население возросло почти на треть.
| 1899   | 1907   | 1919   | 1931   | 1943   | 1953   |
| ------ | ------ | ------ | ------ | ------ | ------ |
| 12 631 | 20 447 | 22 834 | 24 799 | 26 848 | 28 920 |

## Административно-территориальное деление
Муниципалитет Сан-Антонио-де-лос-Баньос поделен на районы: Número Uno, Número Dos, Número Tres, Número Cuatro, Ceiba del Agua, Norte, Sur и Vereda Nueva.
|      | Сан-Антонио-де-лос-Баньос в целом | Número Uno | Número Dos | Número Tres | Número Cuatro | Ceiba del Agua | Norte  | Sur   | Vereda Nueva |
| ---- | --------------------------------- | ---------- | ---------- | ----------- | ------------- | -------------- | ------ | ----- | ------------ |
| 1919 |                                   | 1 450      | 1 272      | 1 572       | 1 790         | 2 734          | 6 559  | 4 086 | 3 371        |
| 1931 |                                   | 1 611      | 1 203      | 1 477       | 1 752         | 2 853          | 17 598 | 4 809 | 3 496        |
| 1943 |                                   | 1 368      | 1 056      | 1 160       | 1 971         | 3 368          | 8 805  | 5 651 | 3 469        |